# Crocidura floweri
Crocidura floweri (білозубка Флавера) — дрібний ссавець, вид роду білозубка (Crocidura) родини мідицеві (Soricidae) ряду мідицеподібні (Soriciformes).

## Поширення
Ендемік Єгипту. Востаннє в 1980-х роках він був записаний з погадка сови. Дуже мало відомо про середовище проживання, хоча вид знаходиться в штучних місцях проживання в долині Нілу.